# Grottes de Niah

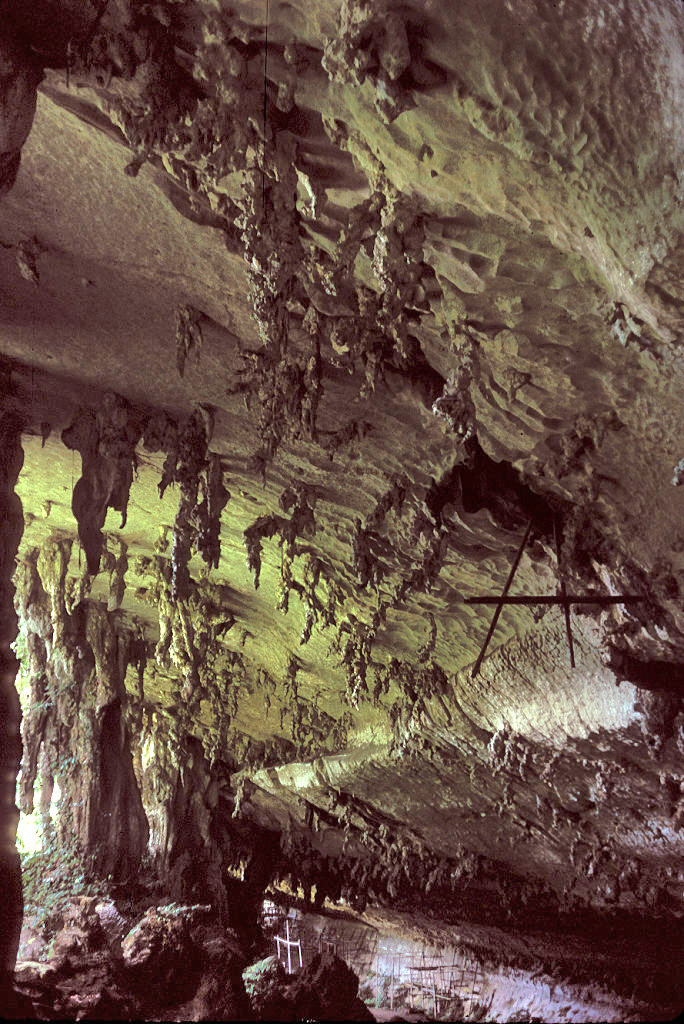
Les grottes de Niah.

Les grottes de Niah sont un ensemble de sites préhistoriques situés dans le district de Miri, dans le nord de l'ile de Bornéo, dans l'État de Sarawak, en Malaisie. Elles font partie du parc national de Niah. Elles ont notamment livré un crâne d'Homo sapiens daté d'environ 38 000 ans avant le présent.

## Situation
La grotte principale, ou grande grotte de Niah, se trouve à Gunung Subis, dans le parc national de Niah. Celui-ci couvrait une superficie de 31,4 km2 en 1974.

## Historique
Le site a été découvert par l'explorateur britannique Tom Harrisson dans les années 1950. Il a fait l'objet de nouvelles fouilles à partir de 1999 par des archéologues britanniques.

## Fossiles humains
On y a découvert un crâne humain attribué à Homo sapiens et daté d'environ 38 000 ans avant le présent, ce qui en fait le plus ancien site préhistorique connu en Malaisie orientale.

## Vestiges archéologiques
La séquence archéologique commence il y a environ 40 000 ans et se poursuit continument jusqu'à l'ère historique.
De nombreux objets ont été découverts, appartenant à différentes époques : des hachoirs et éclats du Paléolithique, des haches du Néolithique, des herminettes, de la poterie, des bijoux en coquillage, des bateaux, des nattes, des outils de fer, de la céramique et des perles de verroterie de l'Âge du fer.
La technologie paléolithique du travail de la pierre présente des ressemblances avec celle observée dans la grotte de Tabon, sur l'ile de Palawan, aux Philippines. L'assemblage lithique de Niah comprend surtout des outils sur éclats peu différenciés et peu retouchés.

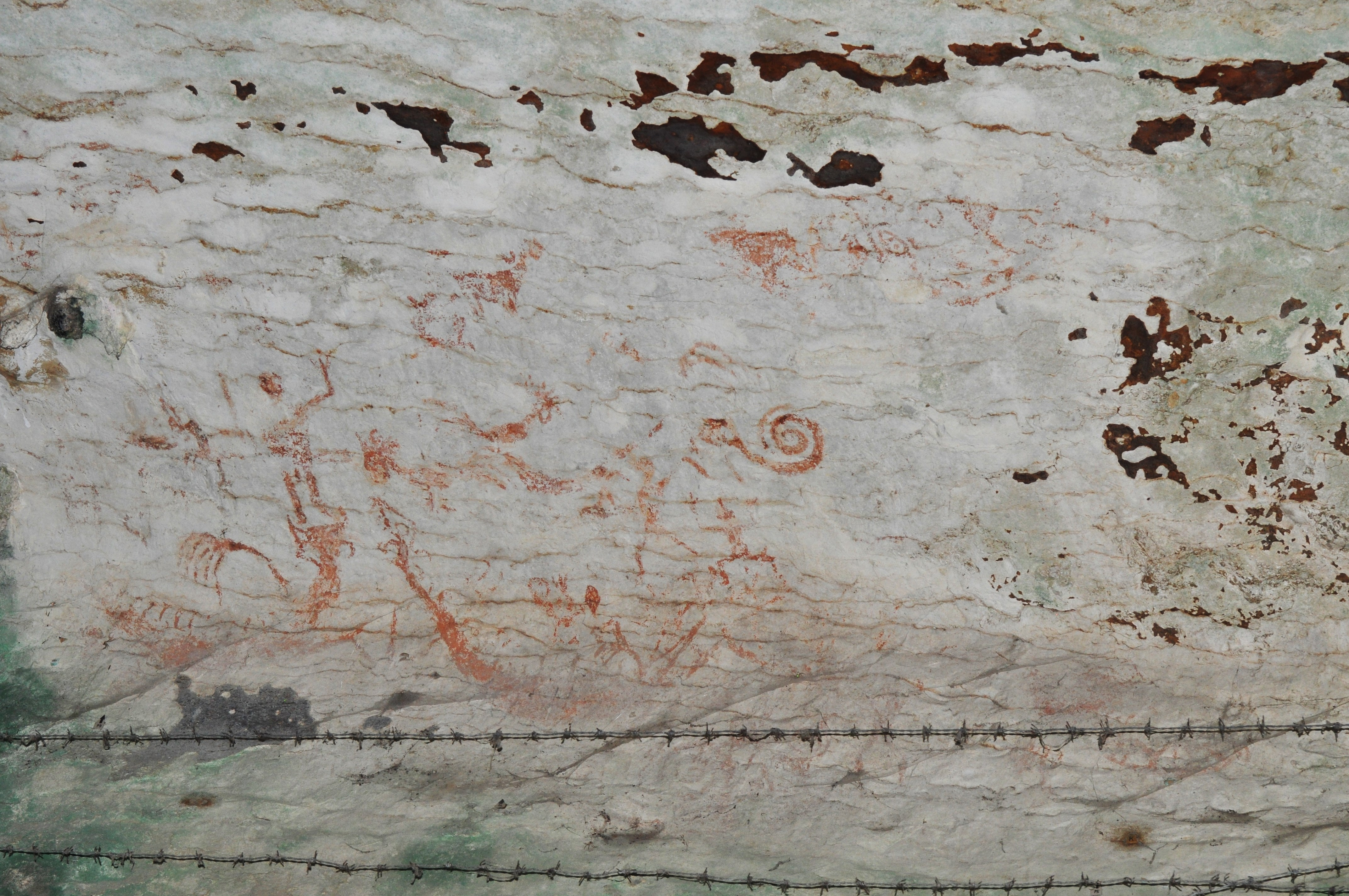
Peintures rupestres de la grotte peinte.

## Art rupestre
L'une des grottes de Niah, dite la grotte peinte, possède des peintures rupestres datées d'environ 1200 av. J.-C. On y a également trouvé des cercueils de bois.

## Autres éléments
Les grottes de Niah sont également réputées pour leurs nids d'hirondelle, qui constituent un mets recherché par les populations locales.

## Postérité
Les grottes de NIah sont inscrites au patrimoine mondial de l'humanité par l'UNESCO en juillet 2024.